# Carl-Detlev Freiherr von Hammerstein

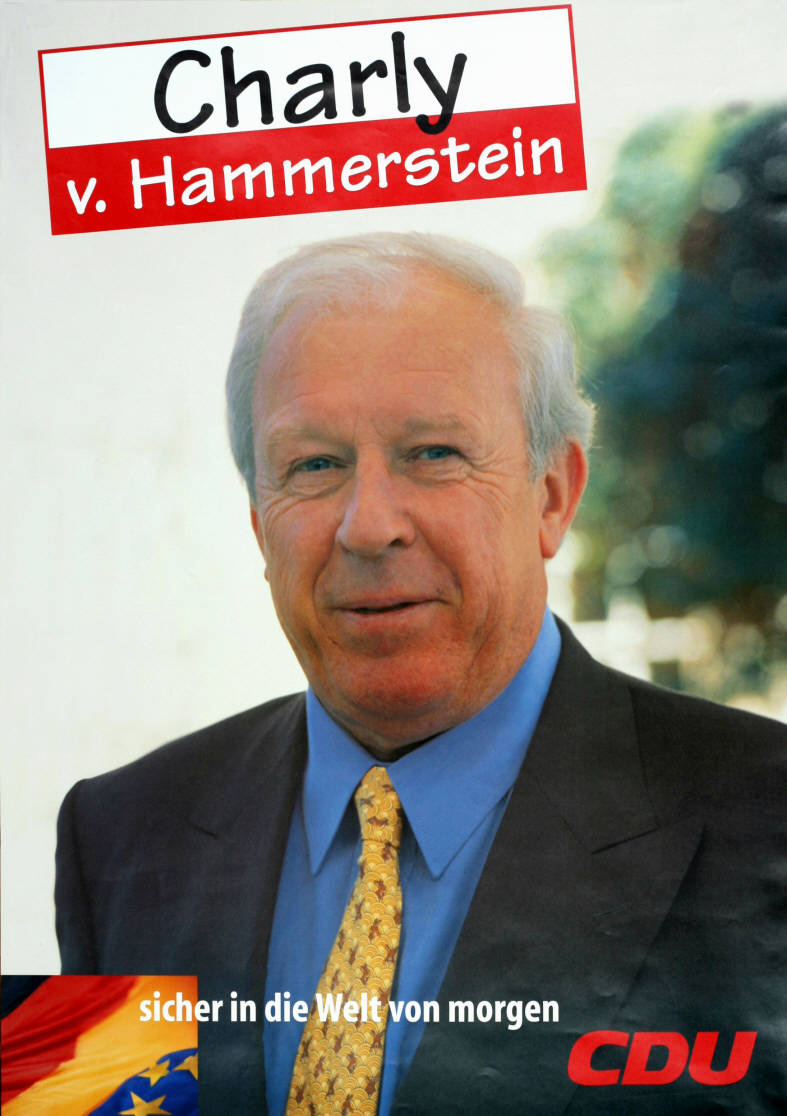
Kandidatenplakat Charly von Hammersteins zur Bundestagswahl 1998

Carl-Detlev Freiherr von Hammerstein, genannt Charly von Hammerstein, (* 26. Januar 1938 in Bockel) ist ein deutscher Politiker (CDU). Er war von 1984 bis 1987 und von 1990 bis 2002 Mitglied des Deutschen Bundestages.

## Leben
Carl-Detlev Freiherr von Hammersteins Eltern waren Frithjof Freiherr von Hammerstein-Gesmold (1902–1977) und dessen Ehefrau Ellinor Böcking (1911–2004). Er wurde als zweites von sieben Kindern geboren. Nach der Mittleren Reife absolvierte von Hammerstein eine Ausbildung, die er 1961 als staatlich geprüfter Landwirt abschloss. Im Jahr 1966 bestand er die landwirtschaftliche Meisterprüfung. Seit 1964 war er als selbständiger Land- und Forstwirt in Gyhum-Bockel tätig. Später war er Mitglied im Aufsichtsrat der Landbell AG, Aufsichtsratsvorsitzender der Concordia-Versicherungsgruppe sowie stellvertretender Aufsichtsratsvorsitzender der InCity Immobilien AG.
Seit dem Sommer 1968 war von Hammerstein mit Lily Gräfin von der Schulenburg aus dem Hause Lodersleben (1937–2015) verheiratet. Aus der Ehe gingen drei Kinder hervor.

## Politik
Hammerstein trat im Jahr 1975 der CDU bei und war kooptiertes Mitglied der CDU-Kreisverbände Osterholz und Verden sowie des CDU-Bezirksverbandes Stade. Vom 9. April 1984 bis 1987 und dann wieder ab 1990 war er Abgeordneter des Deutschen Bundestages, bis er 2002 endgültig aus dem Parlament ausschied.